# ルキウス・ウィニキウス (紀元前33年の補充執政官)
ルキウス・ウィニキウス（ラテン語: Lucius Vinicius、生没年不明）は紀元前1世紀中期・後期の共和政ローマの政治家・軍人。紀元前33年に補充執政官（コンスル・スフェクトゥス）を務めた。

## 出自
ルキウス・ウィニキウスは無名のプレブス（平民）であるウィニキウス氏族の出身で、彼以前には氏族の人物は記録に登場しない。父のプラエノーメン（第一名、個人名）がマルクスであることは分かるが、それ以外は不明である。おそらく、ルキウスにはプブリウスというの兄弟があり、その子が紀元前19年の補充執政官ルキウス・ウィニキウスと思われる。
なおノーメン（氏族名）に関しても、ウィヌキウス（Vinucius）またはウィキニウス（Vicinius）とされることもある。

## 経歴
執政官就任前のウィニキウスの経歴については、断片的な情報しか残っていない。同名の造幣官がいたことが分かっているが、おそらくこの記事のウィキニウスと同一人物であろう。但し、その就任年に関しては紀元前58年、紀元前54年、紀元前53年、紀元前52年 の説がある。紀元前51年には護民官を務めている。9月29日には、同僚（ガイウス・ウィビウス・パンサ・カエトロニアヌス、ガイウス・ケリウス・ルフス）とともに、元老院が執政官属州の問題（実際にはカエサルに与えられていた5年間のガリア総督の地位を早期に終了させようとしたもの）を検討しようとした際に拒否権を行使して、これを阻止した。
次にウィニキウスが記録に登場するのは、紀元前33年に補充執政官に就任したときである。離職した補充執政官マルクス・アキリウス・グラブリオを9月1日に引き継ぎ、年末までその地位にあった。10月1日からは、クィントゥス・ラロニウスが同僚となり、同じく年末まで務めた。資料には詳細が記されておらず、ファスティやいくつかのラテン語の碑文（CIL IX 421, IX 1554, I, 740）にウィニキウスの名前が残っているだけである。
紀元前28年から紀元前27年にかけて、ウィニキウスはプロコンスル（前執政官）権限でアシア属州総督を務めた。その後のウィニキウスに関する記録はない。

## 子孫
紀元前5年の補充執政官ルキウス・ウィニキウスは息子である。またユリウス＝クラウディウス朝時代に執政官となったウィニキウス氏族の人物も、彼の兄弟の子孫と思われる。

## 参考資料

### 古代の資料
- マルクス・トゥッリウス・キケロ『友人宛書簡集』

### 研究書
- Broughton R. Magistrates of the Roman Republic. - New York, 1952. - Vol. II. - P. 558.
- Crawford M. Roman Republican Coinage. - London: Cambridge University Press, 1974 .-- 919 p.
- Gundel H. Vinicius // Paulys Realencyclopädie der classischen Altertumswissenschaft . - 1961. - Bd. II, 17. - Kol. 109.
- Gundel H. Vinicius 1 // Paulys Realencyclopädie der classischen Altertumswissenschaft . - 1961. - Bd. II, 17. - Kol. 109-110.
- Gundel H. Vinicius 2 // Paulys Realencyclopädie der classischen Altertumswissenschaft . - 1961. - Bd. II, 17. - Kol. 110.
- Hanslik R. Vinicius 5-11 // Paulys Realencyclopädie der classischen Altertumswissenschaft . - 1961. - Bd. II, 17. - Kol. 110-111.
- Wiseman T. New Men in the Roman Senate 139 b. C. - a. D. 14. - Oxford: University Pres, 1971. - P. 325.